# 유시마역 (도쿄도)
유시마역(일본어: 湯島駅, ゆしまえき)은 일본 도쿄도 분쿄구에 있는 지요다 선의 철도역이다.

## 타는 곳

### 지요다 선
섬식 승강장 1면 2선 형태이며, 지하역이다.
| 1 | ○ 지요다 선 | 오테마치・요요기우에하라・혼아쓰기・가라키다 방면 |
| 2 | ○ 지요다 선 | 니시닛포리・기타센주・아야세・도리데 방면         |

## 역 주변

### 아야세 방면(1~4출구)
- 오카치마치역(JR야마노테 선, 게이힌 도호쿠 선)
- 우에노오카치마치 역(오에도 선)
- 우에노히로코지 역(긴자 선)
- 게이세이 우에노 역(게이세이 본선)
- 우에노 마쓰야
- 유시마 텐만구
- 유시마 4초메 우편국
- 호텔 파크사이드
- 돈키호테

### 신오차노미즈 방면(5-6출구)
- 우에노 퍼스트시티 호텔
- 스에히로초역(긴자 선)
- 아키하바라

## 역사
- 1969년 12월 20일: 영업 개시.

## 인접역
| 도쿄 메트로 9호선                    | 도쿄 메트로 9호선 | 도쿄 메트로 9호선    |
| ------------------------------------ | ----------------- | -------------------- |
| C12 신오차노미즈 요요기우에하라 방면 | 지요다 선         | C14 네즈 아야세 방면 |